# Anne van Montmorency (1493-1567)
Anne, eerste Hertog van Montmorency (Chantilly, 15 maart 1493 - Parijs, 12 november 1567) was een Frans veldheer en staatsman. 
Hij werd geboren als tweede zoon van baron Willem van Montmorency en Anne Pot. Anne de Montmorency groeide samen met hertog Frans van Angoulême, de latere koning Frans I van Frankrijk, op. Op 17-jarige leeftijd ging hij als vrijwilliger in het leger van Lodewijk XII in Italië vechten. In 1515 onderscheidde hij zich aan de zijde van zijn jeugdvriend Frans I in de veldslag bij Marignano. Zijn deelname aan deze en andere veldslagen - Ravenna (1512), en Mézières (1521) - bezorgen hem de waardigheid van maarschalk van Frankrijk in 1522, in een tijd die geheel werd beheerst door vijandschap tussen Frankrijk en de Habsburgers, die Frankrijk aan alle landgrenzen konden bedreigen.
Hij werd net als zijn koning, Frans I, in 1525 gevangengenomen tijdens de Slag bij Pavia in de zesde Italiaanse oorlog en als eerste tegen losgeld vrijgelaten. Vervolgens leidden zijn onderhandelingen tot de vrijlating van Frans I krachtens het verdrag van Madrid in 1526, waarmee ook de eerste oorlog tussen Frans I en keizer Karel V eindigde. Anne werd hierna grootmeester aan het hof en gouverneur van de Languedoc.
In 1536 was er opnieuw oorlog met Karel V, die de Provence binnenviel. Montmorency gebruikte toen een vertragingstactiek die later "tactiek van de verschroeide aarde" genoemd zou worden. De keizerlijke troepen werden door hongersnood gedwongen terug te trekken. Montmorency werd hierna in 1538 benoemd tot connétable. Van 1526 tot 1541 was hij bovendien Frans' voornaamste minister; hij speelde een belangrijke rol als diplomaat in onderhandelingen met paus Paulus III en Karel V, die in 1537 leidden tot het Verdrag van Nice, waarmee de achtste Italiaanse oorlog beëindigd werd. Door toedoen van Anne de Pisseleu, een maîtresse van Frans I, viel hij echter in 1541 in ongenade.
Toen Hendrik II in 1547 koning werd, werd Anne gerehabiliteerd en kwam hij terug als minister. In 1551 werd hij bevorderd van baron tot hertog van Uzès. De Italiaanse Oorlogen met Spanje waren toen nog altijd aan de gang. In de Slag bij Saint Quentin in 1557 was hij bevelhebber van de Franse troepen tegen Spanje, maar leed een verpletterende nederlaag. Hij speelde een rol bij de vredesonderhandelingen die in 1559 leidden tot de Vrede van Cateau-Cambrésis. In datzelfde jaar stierf koning Hendrik II.
Hij leefde tijdelijk teruggetrokken tijdens het kortstondige bewind van Frans II, maar kwam vanaf 1560 weer op de voorgrond tijdens het regentschap van Catharina de' Medici. Inmiddels waren na de dood van Hendrik II de Hugenotenoorlogen uitgebroken, waarbij Anne koos voor de katholieken. In de Slag bij Dreux in 1562 leidde hij de katholieken naar een overwinning op de protestanten, waarbij aan beide zijden zware verliezen werden geleden. Hij was betrokken bij de onderhandelingen over het Edict van Amboise, waarmee in 1563 de eerste Hugenotenoorlog besloten werd.
In de Tweede Hugenotenoorlog won hij in 1567 de slag bij Saint-Denis maar werd dodelijk gewond en stierf twee dagen later in Parijs.

## Huwelijk en kinderen
Anne was gehuwd met Margaretha van Savoye, een nicht van Frans I, en werd de vader van:
- Frans
- Hendrik
- Karel (-1612), hertog van Damville en Pair, gehuwd met Renée van Cossé
- Gabriel (- 1562)
- Willem, heer van Thoré, gehuwd met Eleonora van Humières en met Anne van Lalaing
- Eleonora, gehuwd met Frans III van La Tour
- Johanna, gehuwd met Lodewijk III de la Trémoille
- Catharina, gehuwd met Gilbert III van Lévis
- Maria, gehuwd met Hendrik van Foix
- Anna, abdis in Caen
- Louise, abdis in Gercy ;
- Magdalena (-1598), abdis in Caen.

- Bibliothèque nationale de France: cb121165804 (data)
- Gemeinsame Normdatei: 11899686X
- International Standard Name Identifier: 0000 0001 2118 2438
- Library of Congress Control Number: n89629018
- Nationale Bibliotheek van Polen: a0000003617029
- Nederlandse Thesaurus van Auteursnamen: 070813612
- SNAC: w66d8968
- Système universitaire de documentation: 029566932
- Union List of Artist Names: 500322786
- Virtual International Authority File: 3271276
- WorldCat: E39PBJkxQbVyhv78H4fDKRHgrq